# КамАЗ-63968
КамАЗ-63968 или «Тайфун-К» — универсальный бронеавтомобиль повышенной защищённости на оригинальном шасси.
«Тайфун-К» соответствует машинам типа MRAP. Является частью семейства бронеавтомобилей «Тайфун». Бронемашина была создана после утверждения «Концепции развития военной автомобильной техники Вооруженных Сил Российской Федерации на период до 2020 года», в которой намечено производство автотехники на основе унифицированных семейств. Тайфун К-63968 является частью нового этапа в разработке отечественной автотехники для вооружённых сил, так как последний раз автомобильная платформа была принята в 1961 году.

## История
История всего семейства «Тайфун» начинается с 2010 года, когда была утверждена Министром обороны Российской Федерации «Концепция развития военной автомобильной техники Вооруженных Сил Российской Федерации на период до 2020 года», которая предписывает развитие высокоунифицированных семейств бронеавтомобилей. В результате была создана единая колёсная грузовая платформа «Тайфун», обеспечивающая высокую защищённость экипажа, груза и узлов автомобиля от стрелкового вооружения и фугасов. А также на которую можно монтировать разное целевое оборудование и создавать на ее базе необходимые модификации вроде машин связи, мобильных артиллерийских систем, автокранов, транспортно-пусковых машин БЛА, эвакуаторов, экскаваторов и других. Над созданием работали специалисты автозавода «Урал», ОАО «Автодизель» «Группы ГАЗ», НТЦ ОАО «КАМАЗ», НИИ Стали — где спроектирована броня машины, Федеральный ядерный центр в Сарове, рассчитывавший защищённость бронекорпуса, компания «Магистраль-ЛТД», занимавшаяся созданием бронестёкол, МГТУ им. Н. Э. Баумана, занимавшийся разработкой гидропневматической подвески и множество других компаний и НИИ. Необходимость создания подобных машин диктовалось тем, что основная масса боевых потерь в войсках происходила из-за подрыва автомашин на минном поле или от фугасов во время передвижения колонн. В декабре 2014 года в Южный военный округ поступила первая партия из 30 бронеавтомобилей. В январе 2015 года ЮВО получил еще 20 единиц.

## Место в ОШС
«Тайфун-К» поступает на оснащение сапёров, военной полиции, войсковой разведки и частей СпН.

## Описание конструкции

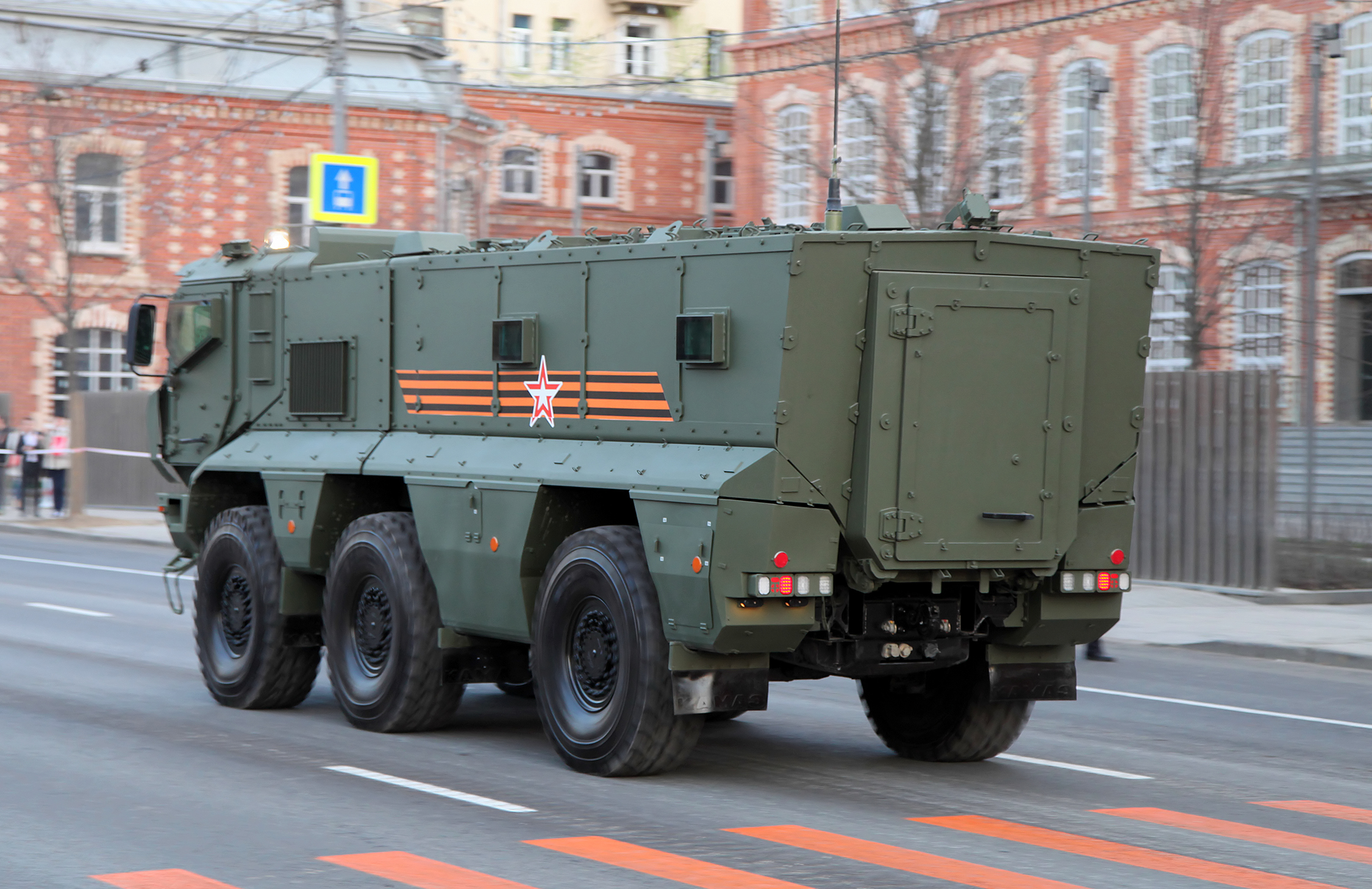

Бронирование соответствует уровню 3b натовской классификации STANAG 4569, по которому машина выдерживает подрыв осколочно-фугасных устройств массой 8 кг в тротиловом эквиваленте под любым местом автомобиля. Противопульная защита соответствует четвёртому уровню. Установлена комбинированная броня из керамики и стали, которая защищает от бронебойных пуль калибра 14,5×114 мм. В том числе и бронестекло толщиной 128,5—129,0 мм с прозрачностью в 70 %, разработанное компанией «Магистраль ЛТД» и испытанное в НИИ Стали, выдерживающее 2 выстрела с расстоянием между ними в 280—300 мм при обстреле из КПВТ со скоростью пули 911 м/с в момент соприкосновения со стеклом. Пулестойкость превышает самые высокие требования по имеющимся ГОСТ (ГОСТ Р 51136 и ГОСТ Р 50963), в которых наивысший уровень — это обстрел бронебойными патронами Б-32, 7,62×54 мм из СВД. При производстве, Магистраль-ЛТД ориентировалась на западные стандарты уровня IV STANAG 4569 — гарантированной защите при обстреле бронебойным боеприпасом Б-32, 14,5×114 мм с дистанции 200 м со скоростью пули 911 м/с. Имеются пулестойкие шины 16.00R20 с автоматической подкачкой воздуха и регулируемым давлением до 4,5 атмосфер. Бронемодуль обеспечен амбразурами для ведения стрельбы из стрелкового оружия, также на него может устанавливаться дистанционно управляемый пулемёт. Унификация с другими автомобилями семейства составляет 86 %.
Сидения оборудованы держателями личного оружия, ремнями безопасности и подголовниками. Они крепятся к крыше модуля, для уменьшения воздействия удара от мин/фугасов. Внутри модуля установлена фильтровентиляционная установка ФВУА-100А и кондиционер. Десантирование производится через аппарель на корме машины либо через дверь сбоку. На крыше имеются аварийные люки на случай опрокидывания машины набок или проблем с выходом через аппарель.

### Средства наблюдения и связи

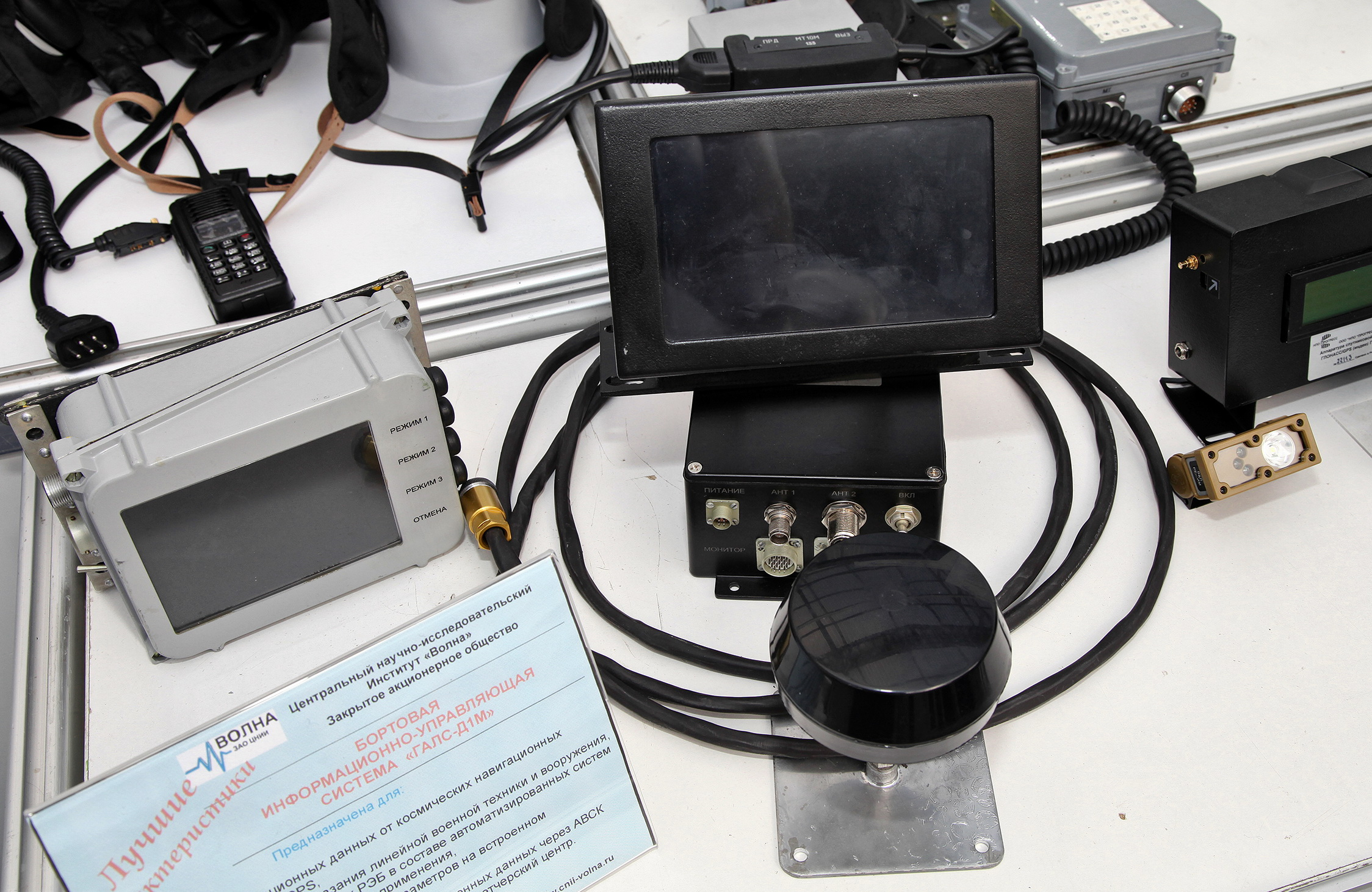
БИУС ГАЛС-Д1М.

В автомобиле установлена Бортовая Информационно-Управляющая Система (БИУС) ГАЛС-Д1М для наблюдения и регулирования работы двигателя, вычисления крена машины, наклона дороги, скорости движения, местоположения и тому подобное. Независимая гидропневматическая подвеска позволяет водителю менять дорожный просвет на ходу, с помощью пульта дистанционного управления в пределах 400 мм. Тайфун К-63968 оборудован пятью видеокамерами для кругового обзора в десантном модуле и кабине. Кабина оснащена складывающимися мониторами, показывающими как состояние автомобиля, так и внешний обзор.

## Тактико-технические характеристики
- Колёсная формула: 6 × 6
- Длина, мм: 8990[19]
- Ширина, мм: 2550[19]
- Высота, мм
  - по кабине: 3120
  - по фюзеляжу: 3300

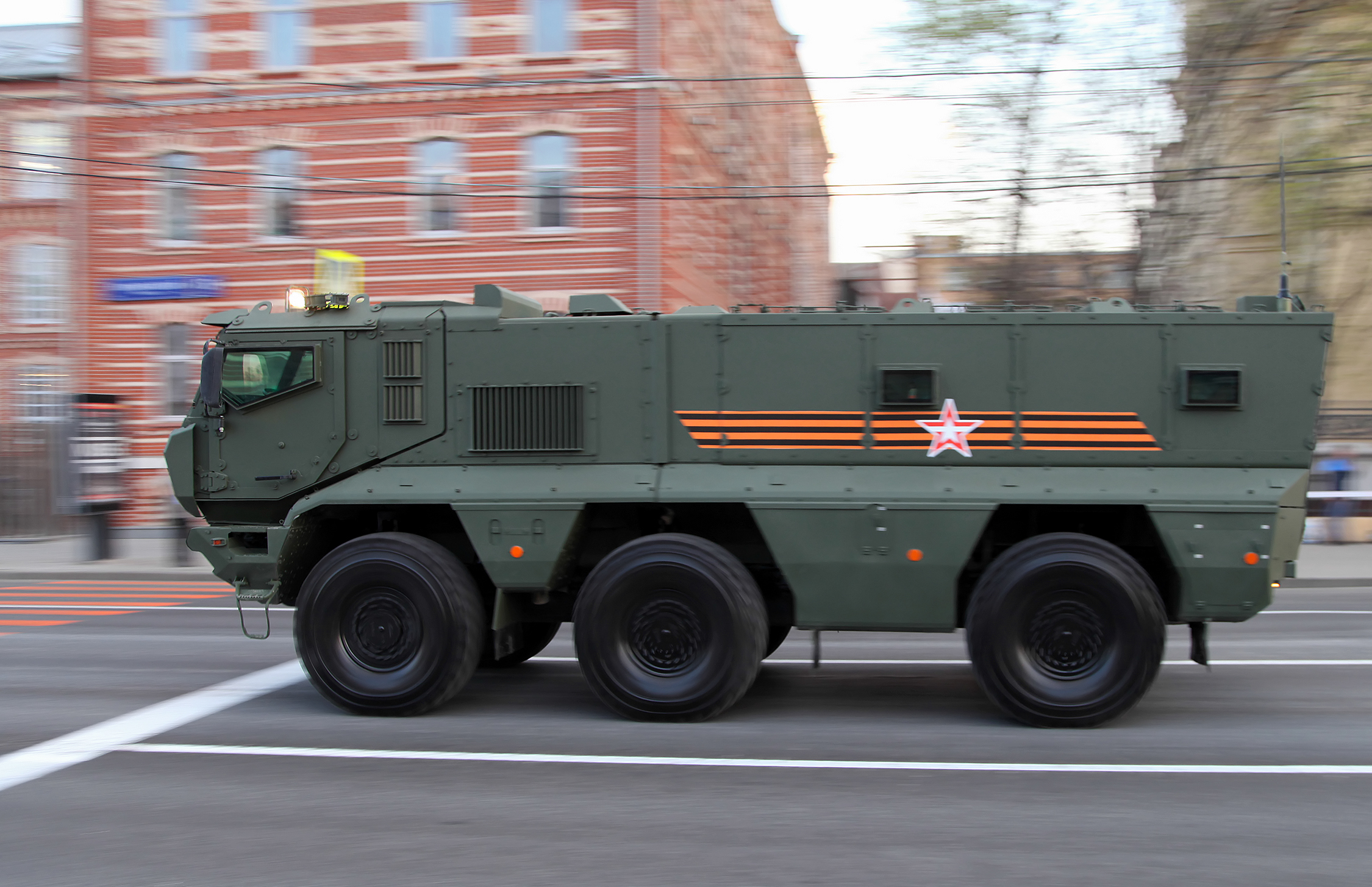

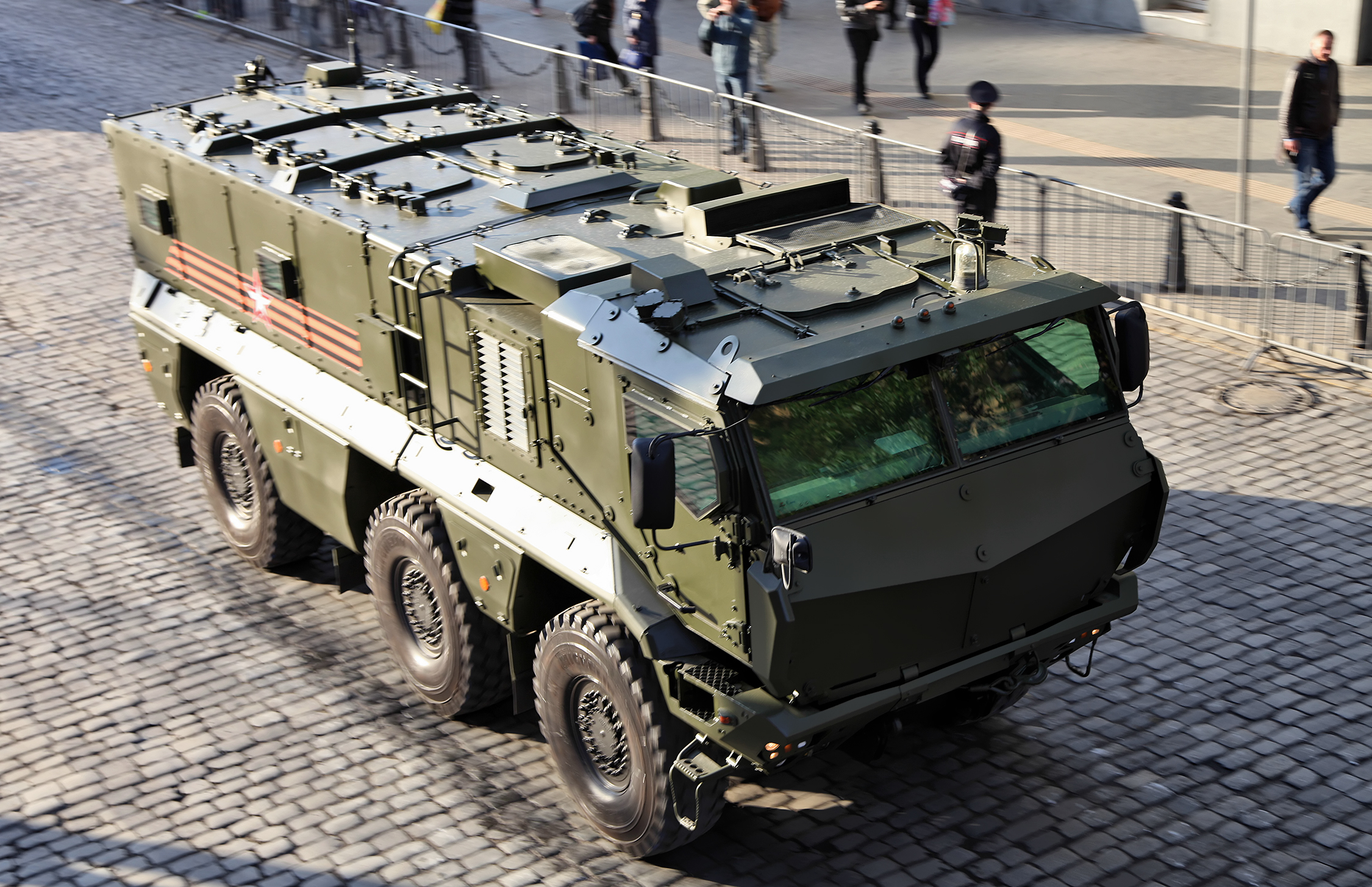

- Дорожный просвет, мм: регулируемый
- Радиус поворота, м: менее 10,0
- Угол подъёма: 23—30°[20][21]
- Угол поворота колеса: 39°
- Масса снаряжённого автомобиля, т: 21,0
- Полная масса автомобиля, т: 24,0[8]
- Масса буксируемого прицепа, т: н/д
- Максимальная скорость, км/ч: 110 км/ч[22]
- Запас хода по топливу, км: 700[22]
- Расход топлива на 100 км: 81 литр[21]

## Боевое применение
Применялся в 2017 году специалистами МПМЦ ВС России в ходе разминирования освобождённых районов Сирии.
Вторжение России на Украину (2022): используются в ходе вторжения. По состоянию на 17 июня 2022 года три «Тайфун-К» были захвачены украинской стороной.

## На вооружении
- Россия — 260 единиц «Тайфун-К» по состоянию на май 2017 года[25][26]. В 2022 году потеряно не менее 22 единиц[27].
- Туркменистан — «Тайфун-К» были продемонстрированы на параде в честь 30 летия Независимости Туркмении[28].